# Ці Цзігуан
Ці Цзігуан (戚继光, 12 листопада 1528 —5 січня 1588) — китайський військовий діяч, письменник, поет часів династії Мін.

## Життєпис
Народився 12 листопада 1528 року у м. Денчжоу (сучасна провінція Шаньдун). Походив з родини спадкових військовиків. Його батько, Ці Цзінтун, був військовим командучачем Денчжоу. У 1545 році Ці Цхігуан стає командувачем гарнізону у Денчжоу. З 1548 до 1552 року займався обороною округу Цзічжоу на півночі Китаю від нападів ойратів, зокрема у 1550 році відзначився при бороні Пекіна від армії Алтан-хана.
у 1553 році повертається до Шаньдуна, де організовує оборону проти японських піратів, напади яких почастішали на той час. У 1555 році отримує чин генерала. Формує війська відомі у подальшому як «Армія роду Ці». Ці Цзігуан уславився своєю хоробрістю і лідерськими якостями під час боротьби проти японських піратів уздовж східного узбережжя Китаю. Протягом понад 10 років він провів більше 80 боїв і нарешті вигнав всіх японських піратів з Китаю. Так, у 1558 році разом Юй Даю і Тан Луном завдав поразки японцям при Ценанзі. Ще більшої поразки піратам він завдав у 1561 році при м. Тайчжоу. Зрештою остаточної поразки було завдано у битві при о. Нан'яо (провінція Гуандун) у 1565 році.
Після цих успіхів у 1567 році Ці Цзігуана було викликано до столиці імперії. тут йому було доручено готувати імператорську гвардію. Для більш ефективних тренувань солдатів він відібрав 16 найбільш відомих стилів кулачного мистецтва, з них вибрав 32 найбільш ефективні бойові позиції. У 1568 році його призначено військовим губернатором області Цзічжоу (неподалік Пекіна). Під час своєї каденції (1568—1570 роки) Ці Цзігуан зайнявся відновлення Великого китайського мур. завдяки його енергії було відбудовано 1 тисяча бойових башт, підвищена оборонно здатність укріплень. У 1583 році отримав призначення військового губернатора провінції Гуандун. Проте через стан здоров'я у 1585 році пішов у відставку. Помер він 5 січня 1588 року.

## Пам'ять

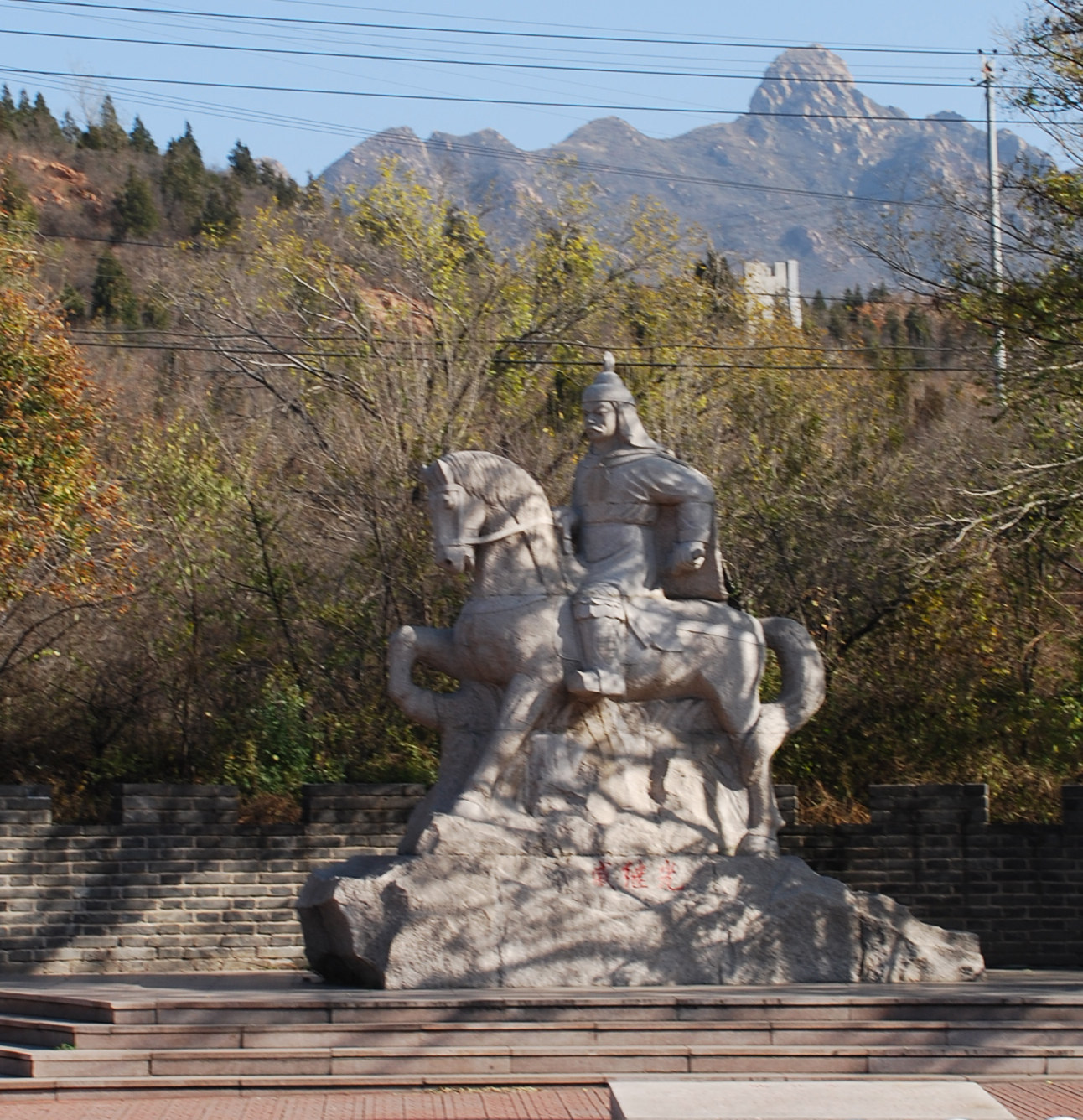
Пам'ятник Ці Цзігуану у Пекіні

Ци Цзігуан поважають в Китаї як національного героя. Він отримав посмертне ім'я Уї. Тепер в провінції Фуцзянь побудовано Меморіальний музей Ці Цзігуан, який служить основою для виховання патріотичного духу. Про його діяльність знято фільм «Ці Цзігуан».

## Творчість
Ці Цзігуан написав декілька книг з китайської військової стратегії та навчанню. Найбільш відомими є «Нова книга записів про досягнення», «Запис про навчання військами», «Про військову боротьбу з ворогом», «Нова книга про військову підготовку». Також він відомий як поет. Його вірші зібрані у збірці «Цзіцзі танцзі».